# Richmond County (Nova Scotia)
Richmond County ist eines der zurzeit 18 Countys in der kanadischen Provinz Nova Scotia (Neuschottland). Es liegt im Osten der Provinz, auf der Kap-Breton-Insel und grenzt im Osten an die Cape Breton Regional Municipality sowie im Norden an Inverness County. Im Westen, getrennt durch die Straße von Canso, grenzt es an Guysborough County. Das County liegt am Atlantik und hat sein verwaltungstechnisches Zentrum in Arichat. Im Norden des Countys und im Zentrum der Insel liegt der Bras d’Or Lake. Da sich die Verwaltungseinheit im Norden bis an den Bras d’Or Lake erstreckt, liegen auch Teile des Biosphärenreservat Bras d’Or Lake in ihrem Bereich.
Die Einwohnerzahl beträgt 8964 (Stand: 2016).
2011 lebten in der 1.244,24 km² großen Verwaltungseinheit 9293 Einwohner, woraus sich eine Bevölkerungsdichte von 7,5 Einwohnern/km² ergibt. Dabei ist die Einwohnerzahl, im Vergleich zum Zensus aus dem Jahr 2006, erneut zurückgegangen. Die Bevölkerung nahm zuletzt um 4,6 % ab und setzt dabei den lange andauernden Abwärtstrend fort. Das County liegt hinsichtlich der Einwohnerdichte im Mittelfeld aller Countys, ist dabei jedoch das kleinste aller Countys der Provinz.
Das County ist über den Nova Scotia Highway 104 an das übrige Straßenverkehrsnetz der Provinz angeschlossen.

## Geschichte
Bereits vor der Entdeckung durch Europäer war diese Gegend Siedlungs- und Jagdgebiet von First Nations, der Mi’kmaq. Das County wurde 1835 gegründet und nach dem 4. Duke of Richmond (von 1818 bis 1819 Generalgouverneur von Oberkanada) benannt.

## Gemeinden
Das County gliedert sich in verschiedene kleine und kleinste Gemeinden. Die größte Gemeinde ist St. Peter’s. Weiterhin gibt es im County noch ein Reservat der Mi’kmaq.